# Gruzinska pravoslavna cerkev
Apostolska avtokefalna pravoslavna cerkev Gruzije (gruzinsko საქართველოს სამოციქულო ავტოკეფალური მართლმადიდებელი ეკლესია, latinizirano: sakartvelos samotsikulo avt'ok'epaluri martlmadidebeli ek'lesia) je avtokefalna vzhodna pravoslavna cerkev v polnem občestvu z drugimi cerkvami. To je prevladujoča verska ustanova v Gruziji in ji pripada  večina Gruzijcev. Gruzijska pravoslavna cerkev je ena najstarejših cerkva na svetu. Njene zgodovinske korenine pa je treba slediti v zgodnje in pozno pokristjanjevanje Iberije in Kolhide s strani svetega Andreja v 1. stoletju našega štetja in svete Nine v 4. stoletju našega štetja, krščanske svetnice in prosvetiteljice iz Gruzije.
Kot v podobnih avtokefalnih pravoslavnih cerkvah je najvišji upravni organ Cerkve Sveta sinoda škofov. Cerkev vodi katolikos - patriarh celotne Gruzije, trenutno Ilia II., ki je bil izvoljen leta 1977.
Pravoslavno krščanstvo je bila državna vera v večini zgodovine Gruzije vse do leta 1921, ko jo je med rusko-gruzijsko vojno osvojila ruska Rdeča armada in je postala del Zveze sovjetskih socialističnih republik . Veljavna ustava Gruzije priznava posebno vlogo gruzijske pravoslavne cerkve v zgodovini države, določa pa tudi neodvisnost cerkve od države. Vladne odnose podrobneje določa in ureja konkordat iz leta 2002.
Cerkev je najbolj zaupanja vredna ustanova v Gruziji. Glede na raziskavo leta 2013 je imelo 95 % vprašanih pozitivno mnenje o njenem delu. Zelo vpliva na javno sfero in velja za najvplivnejšo institucijo Gruzije.

## Zgodovina
Ko so odšli apostoli širiti krščanstvo v območje Kavkaza, je šel tudi apostol Andrej. Po tradiciji gruzijske pravoslavne cerkve je bil prvi evangelijski pridigar v Kolhidi in Iberiji (novodobna Zahodna in Vzhodna Gruzija) apostol Andrej. Po uradnem cerkvenem poročilu je Andrej pridigal po Gruziji in s seboj nosil ikono Device Marije ter ustanovil krščanske skupnosti, za katere se verjame, da so neposredni predniki Cerkve. Vendar sodobna zgodovinopisje meni, da je to mnenje mitsko in plod pozne tradicije, ki izhaja iz bizantinskih legend iz 9. stoletja o potovanjih svetega Andreja po vzhodnem krščanstvu. V te kraje je mogoče odšel tudi Simon Kananej (na Zahodu znan tudi kot Simon Zelot), za katerega pravijo, da je bil pokopan v bližini Sohumija, v vasi Anakopia in sveti Matija, ki naj bi pridigal jugozahodno od Gruzije, pokopali pa so ga v Goniu, vasi nedaleč od Batumija.
Preobrazba Iberije je pomenila le začetke oblikovanja gruzijske pravoslavne cerkve. V 4. in 5. stoletju je bila Iberijska cerkev strogo podrejena Apostolskemu sedežu v Antiohiji. Okoli leta 480 je na poti v avtokefalnost antiohijski patriarh Peter Fuller škofa Mchete povzdignil v rang katolikosa. Leta 1010 je bil katolikos Iberije povišan v patriarha. Od takrat naprej je patriarh Gruzijske pravoslavne cerkve nosil uradni naslov katolikos-patriarh celotne Gruzije.
V naslednjih stoletjih so se zgodili različni procesi, ki so oblikovali Cerkev in ji do začetka 11. stoletja dali glavne značilnosti, ki jih je ohranila do zdaj. Ti procesi zadevajo institucionalni status Cerkve znotraj vzhodnega krščanstva, njen razvoj v nacionalno cerkev z oblastjo nad celotno Gruzijo in dogmatični razvoj cerkve.

## Kulturni vpliv krščanstva v srednjeveški Gruziji
V srednjem veku je bilo krščanstvo osrednji element gruzijske kulture. Razvoj napisane gruzijske kulture je omogočilo oblikovanje gruzijske abecede za namene evangelizacije. Meništvo je imelo pomembno vlogo pri nadaljnji kulturni preobrazbi. Začelo se je v 6. stoletju, ko so se asirski asketski menihi, znani kot trinajst asirskih očetov, naselili v Iberiji in ustanovili vrsto samostanov, predvsem samostan David Gareja. Kmalu so se jim pridružili lokalni menihi in nastal je pomemben del agiografske literature v gruzijščini, kot sta Življenje svete Nine in Mučeništvo svete kraljice Šušanik. Zlata doba gruzijskih samostanov je trajala od 9. do 11. stoletja. V tem obdobju so bili gruzijski samostani ustanovljeni tudi zunaj države, predvsem na Sinaju, Atosu (samostan Iviron, kjer še vedno stoji ikona Teotokosa Iverskaya) in v Palestini. Gregor Handztijski (759–861), ki je ustanovil številne skupnosti v Tao-Klarjetiju, je najpomembnejši lik v zgodovini gruzijskih samostanov.
V Gruziji so se razvila posebna oblika umetnosti za verske namene. Med njimi kaligrafija, večglasno cerkveno petje, ikone v tehniki emajla (cloisonne), kot je triptih iz Khakhulija in arhitekturni slog gruzijski križ, ki je značilen za večino srednjeveških gruzijskih cerkva. Najbolj slavni primeri take gruzijske verske arhitekture so samostan Gelati in Bagratijeva stolnica v Kutaisiju, kompleks samostana Ikalto in akademija ter stolnica Svetichoveli v Mcheti.
Med izstopajočimi gruzijskimi predstavniki krščanske kulture so Peter Iberijski (Petre Iberieli, 5. stoletje), Evtemij Atonski (Ekvtime Atoneli, 955–1028), Jurij Atoski (Giorgi Atoneli, 1009–1065), Arsen Ikaltoeli (11. stoletje) in Efrem Mcire, (11. stoletje). Filozofija je cvetela med 11. in 13. stoletjem, zlasti v samostanu Gelati, kjer je Ioane Petrici poskušal sintezo krščanske, aristotelske in neoplatonske misli.